# النعيمات (نهم)

تعديل مصدري - تعديل

النعيمات هي إحدى قرى عزلة عيال غفير بمديرية نهم التابعة لمحافظة صنعاء، بلغ تعداد سكانها 594 نسمة حسب تعداد اليمن لعام 2004.